# La strada di mattoni gialli
La strada di mattoni gialli (titolo originale Murder on the Yellow Brick Road) del 1977 è il secondo romanzo poliziesco, scritto dallo scrittore statunitense Stuart M. Kaminsky, in cui indaga il detective privato Toby Peters di Los Angeles.

## Trama
Los Angeles, novembre 1940. Toby Peters, detective privato quarantenne, riceve una telefonata dall'attrice Judy Garland. La giovane protagonista del film Il mago di Oz vuole incontrare il detective presso gli studios della MGM ad Hollywood. Arrivato agli studios Peters viene accompagnato da Warren Hoff, vicepresidente aggiunto per le pubbliche relazioni, sul set del film Il mago di Oz, che non è stato ancora smontato dopo un anno dalla fine delle riprese. Il corpo di un uomo, un nano in costume di scena da marameo, ucciso con un pugnale, giace sul sentiero di mattoni dorati.

## Edizioni
- Stuart M. Kaminsky, La strada di mattoni gialli, collana Il Giallo Mondadori, n. 1795, Mondadori, 1983.

- Stuart M. Kaminsky, Assassinio sul sentiero dorato, Einaudi.